# Vanessa Ponce
Silvia Vanessa Ponce de León Sánchez (Città del Messico, 7 marzo 1992) è una modella messicana.
È stata incoronata Miss Mondo 2018 ed è stata la prima messicana a vincere tale competizione.

## Biografia
Ponce è stata incoronata Miss Mondo Messico 2018 il 5 maggio 2018 a Salón Imperial de Villa Toscana, dove 32 candidate hanno gareggiato per il titolo nazionale. Con tale titolo ha potuto rappresentare il Messico a Miss World 2018.
Ponce ha rappresentato il Messico al concorso Miss Mondo 2018 dove ha vinto il concorso ed è stata incoronata dal detentrice del titolo Manushi Chhillar. Ha fatto la storia non solo diventando la prima Miss Mondo dal Messico, ma è anche la più vecchia vincitrice di Miss Mondo a 26 anni e 276 giorni, battendo il record di Miss Mondo del 1989 stabilito da Aneta Kręglicka che aveva 24 anni 244 e giorni al momento della sua vittoria.